# مک‌کواری پارک، نیوساوت ولز
مک‌کواری پارک (به انگلیسی: Macquarie Park) یک حومه شهر در استرالیا است که در نیو ساوت ولز واقع شده‌است.